# Donji Vakuf

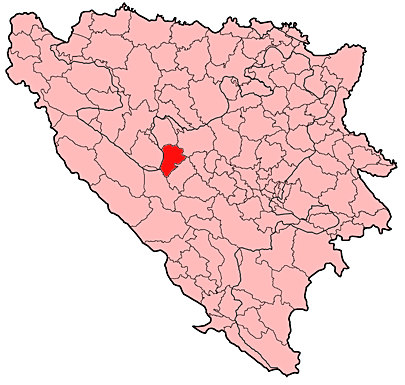
Poloha opštiny Donji Vakuf na mapě Bosny a Hercegoviny

Donji Vakuf je město v Bosně a Hercegovině.
Donji Vakuf leží na řece Vrbas, ve Federaci Bosny a Hercegoviny, ve Středobosenském kantonu. Spolu s okresem (občinou) má 24 544 obyvatel, drtivá většina z nich jsou Bosňáci.
V dobách Římské říše a středověkého bosenského státu vznikla řada dodnes z části dochovaných památek v okolí – ať už antických pozůstatků po dobách dávno minulých, či tzv. stečků, tedy náhrobních kamenů nejasného původu, které se nacházejí na řadě míst v Bosně a Hercegovině.
Město je poprvé zmiňováno Benediktem Kuprešićem v roce 1530 pod názvem Donji Novi. Roku 1574 zde byla otevřena první mešita. Evlija Čelebi zmiňuje Donji Vakuf (Uskopye vakfi tehdejší turečtinou) jako značně velkou kasabu. Město je rozmístěno na obou březích řeky Vrbasu, jakož tomu bylo i na konci 16. století. Dále známý turecký cestopisec také uvádí, že Donji Vakuf má několik tekijí, škol, velký počet hostinců a několik tisíc domů.
Přestože rakousko-uherská správa na konci 19. století a rozvoj průmyslu – byla vybudována první pila (hlavním průmyslovým odvětvím se stal v Donjem Vakufu dřevozpracující a kožedělný průmysl, který byl klíčový hlavně pro směřování města v 20. století), uvádí cestopisec Stjepan Strodl ze Sarajeva, že ve městě bylo devět mešit, čtyři muslimské náboženské školy, četnická stanice a několik pravoslavných kostelů. V téže době (1901) také byl přemostěn Vrbas.
Před válkou v 90. letech 20. století tu žilo 55 % Bosňáků, 38 % Srbů a 2 % Chorvatů. Za války v 90. letech 20. století město získala Republika srbská a jeho název, odkazující na osmanskou nadvládu, změnila na Srbobran. Po uzavření míru se město stalo součástí Federace Bosny a Hercegoviny, většina srbských obyvatel města během války odešla.[zdroj?] V současné době je problémem hlavně vysoká nezaměstnanost, převážně u mladších ročníků.

## Kulturní památky
- Mešita Baščaršijska.[3]
- Sahat kula[4] (hodinová věž)

## Ekonomika
Ve městě sídlí společnost na výrobu sádry Komar, jejíž existence sahá až do roku 1934. Až do války sídlil v Donji Vakuf podnik "Janj" na zpracování dřeva, který zaměstnával okolo stovky lidí. Další velkou společností zde působící je dopravce Servistrans, který zajišťuje autobusové spoje pro celý region. Rozvoj průmyslu historicky umožnila úzkorozchodná železnice, která byla do města zavedena v roce 1894 a sloužila až do roku 1972.

## Známé osobnosti
- Smiljan Franjo Čekada, arcibiskup
- Hasan Kjafija - Pruščak, spisovatel
- Roman Petrović, malíř
- Fahrija Dautbegović, fotbalista
- Ibrahim Čustić, herec
- Nakib Abdagić, herec, spisovatel